# Crocidura ordinaria
Crocidura ordinaria és una espècie de mamífer eulipotifle de la família de les musaranyes (Soricidae). És endèmica de l'illa indonèsia de Sulawesi, on viu a altituds d'entre 200 i 2.600 msnm. L'holotip tenia una llargada de cap a gropa de 142 mm, la cua de 65 mm, les potes posteriors de 16 mm i les orelles de 10 mm. Pesava 11 g. Té el pelatge de color marró grisenc. El seu nom específic, ordinaria, significa ‘ordinària’ en llatí. Com que fou descoberta fa poc, l'estat de conservació d'aquesta espècie encara no ha estat avaluat formalment.